# Naturschutzgebiet Hemmerder Wiesen
Koordinaten: 51° 34′ 7″ N, 7° 48′ 17″ O
Das Naturschutzgebiet Hemmerder Wiesen liegt auf dem Gebiet der Stadt Unna im gleichnamigen Kreis in Nordrhein-Westfalen. Das Gebiet liegt zwischen dem Unnaer Stadtteil Hemmerde und den Bönener Ortsteilen Lenningsen und Flierich etwas westlich der Kreisstraße K 35.

## Bedeutung
Das etwa 51,9 ha große Gebiet wurde im Jahr 2003 unter der Schlüsselnummer UN-044 unter Naturschutz gestellt. Schutzziel ist die Erhaltung und Entwicklung eines Landschaftsbereiches mit naturnahen Fließ- und Stillgewässern sowie extensiven Grünlandflächen als Lebensraum z.T. gefährdeter Tier- und Pflanzenarten.